# Гомпеш, Фердинанд фон
Фердинанд фон Гомпеш цу Болхейм (1744—1805) —71-й гроссмейстер Мальтийского ордена. 72-м стал российский император Павел Первый.
Долго был австрийским посланником при этом ордене. В 1797 году был избран по настоянию Австрии гроссмейстером. В 1798 году он всячески противился входу французской эскадры (на которой Наполеон отправлялся в Египет) в Мальтийский порт, но был разбит французами, которые и захватили остров.
Гомпеш принужден был покинуть остров со своими рыцарями и отправился в Триест, где торжественно протестовал против захвата Мальты.
Знаки своего достоинства Гомпеш передал императору Павлу I.